# ويليام إل. ألدن
ويليام إل. ألدن (بالإنجليزية: William L. Alden)‏ هو صحفي ومؤلف ومحامي وكاتب ودبلوماسي أمريكي، ولد في 9 أكتوبر 1837 في ويليامزتاون في الولايات المتحدة، وتوفي في 14 يناير 1908 في بوفالو في الولايات المتحدة.